# ECピニェイロス (パラナ州)
ECピニェイロス (ポルトガル語: Esporte Clube Pinheiros) は、ブラジル・パラナ州クリチバにかつて存在したサッカークラブである。パラナ・クルーベの前身クラブのひとつ。

## 歴史
1914年にサヴォイアFC (Savóia Futebol Clube) 、1915年にECアグア・ヴェルデ (Esporte Club Água Verde) がそれぞれ創設された。サヴォイアとアグア・ヴェルデは1920年に合併し、サヴォイア＝アグア・ヴェルデ (Savóia-Água Verde) となった。
サヴォイア・アグア・ヴェルデは1921年に再びサヴォイアFC (Savóia Futebol Clube)、1942年にECブラジル (Esporte Clube Brasil)、第二次世界大戦が終わると再びECアグア・ヴェルデ (Esporte Clube Água Verde)、最終的に1971年にECピニェイロス (Esporte Clube Pinheiros) に改名した。
カンピオナート・パラナエンセにおいて、アグア・ヴェルデとして1967年、ピニェイロスとして1984年と1987年に優勝した。セリエAには1981年と1985年のシーズンに参戦した。
1989年12月19日にピニェイロスはコロラドECと合併してパラナ・クルーベとなった。

## タイトル
- カンピオナート・パラナエンセ：3回
  - 1967, 1984, 1987